# Осознанные сновидения
Осо́знанное сновиде́ние — изменённое состояние сознания, при котором человек осознаёт, что видит сон, и может в той или иной мере управлять его содержанием. Термин «осознанное сновидение»  был введён в научный оборот французским синологом Эрве де Сен-Дени в 1867 году (фр. rêve lucide) и нидерландским психиатром Фредериком ван Эденом в 1913 году (нидерл. lucide droom).
Осознанные сновидения (ОС) потенциально могут применяться в терапевтических целях, но плохо изучены и их эффективность пока плохо ясна: значительное количество опубликованных научных работ содержит или исследования единичных случаев или исследования с малыми выборками, они имеют низкую статистическую мощность, а в ряде областей их результаты противоречивы. Кроме того, требуется дальнейшее изучение безопасности ОС и возможности купировать потенциальные побочные эффекты, которые могут возникать при различных способах их индуцировать.

## История
Первое известное упоминание осознанных сновидений в Европе датируется IV веком до нашей эры — о них написал Аристотель в трактате «О сновидении» (Περὶ ἐνυπνίου, De insomniis). В восточных культурах (в Южной Азии) этот феномен известен тысячелетиями, в том числе в медитативных практиках. Стивен Лаберж обнаружил многочисленные упоминания осознанных сновидений в литературе народов всего мира.
До 1913 года современное понятие осознанных сновидений (англ. lucid dream) в европейской культуре было неизвестно, оно было предложено и введено в оборот в 1913 году голландским психиатром Фредериком ван Эденом, когда он опубликовал свои опыты с собственными сновидениями в работе «Изучение снов».
Существование осознанных сновидений как реального явления оспаривалось учёными вплоть до появления инструментальных методов наблюдения за активностью мозга во сне. В конце 1970-х — начале 1980-х существование этого феномена было доказано при измерениях движений глаз спящих людей.
Первое доказательство было получено в результате эксперимента, в котором осознанных сновидцев заранее попросили во время осознанного сна двигать глазами по заданному шаблону с полной амплитудой, что нехарактерно для обычной фазы быстрого сна. При этом подтверждения феномена были получены с помощью электроэнцефалографии.
В дальнейших экспериментах заданные движения глаз сновидца стали стандартными маркерами для начала и завершения запланированных в экспериментах действий внутри осознанного сна благодаря их характерной картине на энцефалограмме.
Проведённые в 1980-х — 2010-х годах исследования в основном подтвердили рассказы Ван Эдена: во время осознанных снов люди могут физиологически спать, в то же время осознавая, что они спят, и способны преднамеренно выполнять различные действия внутри сна.

## Применение осознанных сновидений
По мнению Стенли Крипнера, в процессе осознанного сновидения возможно моделирование любых ситуаций, невозможных в обычной жизни, что открывает широкий спектр возможностей:
- виртуальная реальность — осознанный сон можно рассматривать как виртуальную реальность, где практически отсутствуют какие-либо ограничения;
- психотерапевтический аспект — научившись уверенному управлению действиями и событиями в осознанном сновидении, например полётам во сне вместо падений, изменению сюжетных линий, схожих, типовых и повторяющихся снов, сновидец имеет возможность испытать и перенести ощущение уверенности в свою повседневную жизнь и, в том числе, избавиться от некоторых страхов или фобий.

## Обучение осознанным сновидениям
Аллан Хобсон утверждает, что обучиться осознанным сновидениям с использованием специальных техник может каждый человек. Тем, кто уже видит осознанные сновидения, следует вести дневник снов, а перед засыпанием мысленно напоминать себе, что в середине сновидения эти люди догадаются, что находятся во сне.

## Способы достижения состояния

### Технические средства
В ходе современных экспериментов Аллана Хобсона из Гарвардской медицинской школы на 27 добровольцах было выяснено, что волны мозговой активности во время сна можно изменить при помощи электромагнитной стимуляции. Добровольцам во время фазы быстрого сна стимулировали мозг на частотах 25-40 Гц, которые соответствуют бодрствованию (гамма-ритм), в результате чего происходило осознание во сне.

### Естественные процессы
Владимир Дорохов (доктор биологических наук, заведующий лабораторией нейробиологии сна и бодрствования Института высшей нервной деятельности и нейрофизиологии РАН) считает, что у 70 % молодых людей бывают осознанные сновидения, которые исчезают с возрастом, вероятно, потому, что психика человека становится более устойчивой.

## Изучение осознанных сновидений
Лидером в исследовании осознанных сновидений считают Стивена Лабержа, который первым подошёл к вопросу данного феномена исключительно с научной точки зрения. Он также является автором нескольких трудов, посвящённых исследованию данного явления. Именно он первым в мире в полноценном научном эксперименте доказал возможность осознания в сновидении. Это было сделано с помощью подачи из сновидения определённых сигналов глазами в то время, когда по данным приборов человек находился во сне. Вместе с тем была также доказана общность движения глаз в реальном теле и в теле, воспринимаемом в осознанном сновидении.
Сканирование мозга практикующих осознанные сновидения подтверждает достоверность существования данного состояния психики. В фазе быстрого движения глаз у этих людей активен дорсолатеральный участок префронтальной коры головного мозга, отвечающий за сознание, который бездействует во время обычного сновидения. Красочность и осознанность сновидения прямо пропорциональна зафиксированной мозговой активности дорсолатерального участка.
В 2011 году Обществом Макса Планка в Мюнхене были впервые применены аппараты магнитно-резонансной томографии и электроэнцефалографии для изучения содержания сновидения и коммуникации со сновидцем. Были отобраны несколько человек, заявлявших о своей способности видеть осознанные сновидения. Перед началом испытания учёные дали им задание — после того, как они осознают себя во сне, они должны будут поочерёдно сжимать кулаки, сначала правый, затем левый. На головах испытуемых были установлены датчики ЭЭГ, дабы с точностью установить время начала БДГ-фазы, а далее добровольцев поместили в аппарат МРТ. Сканирование мозга показало, что после начала осознанного сновидения у подопытных активизировалась чувственно-моторная кора головного мозга, регулирующая сжатие кулаков, более того, МРТ показала, что кулаки сжимаются, и учёным даже удалось установить последовательность сжимания кулаков разных рук. С помощью ближнего инфракрасного диапазона было также установлено, что во время эксперимента у испытуемых наблюдалось повышение активности области мозга, отвечающей за планирование движений.
Независимыми русскоязычными исследователями также изучаются методы вызывания осознанных сновидений. Один из них был назван Алгоритмом Банченко. Данная методология вызывает осознанные сновидения в фазе быстрого движения глаз (БДГ-фазе). Алгоритм основан на уникальном методологическом подходе, который, как было показано, эффективно вызывает осознанные сновидения, при этом способствуя укреплению здоровья. Алгоритм включает в себя определённые методы и механизмы, разработанные Львом Константиновичем Шишкиным совместно с Денисом Банченко, приводящие к значительному увеличению субъективной продолжительности и глубины осознанных сновидений.

## Опасности осознанных сновидений
Некоторые российские специалисты указывают на опасность осознанных сновидений:
Евгений Вербицкий — доктор биологических наук, профессор, заведующий лабораторией ЮНЦ РАН и руководитель Ростовского областного отделения Российского общества сомнологов — считает, что уход в виртуальную психическую реальность осознанных снов влечёт за собой нарушения сна и здорового бодрствования практикующего, что способствует его невротизации.
Владимир Дорохов — доктор биологических наук, заведующий лабораторией нейробиологии сна и бодрствования Института высшей нервной деятельности и нейрофизиологии РАН — считает, что нельзя практиковать осознанные сновидения в ущерб основному сну, поскольку сон нужен человеку не просто для восстановления, во сне мозг проводит серьёзную вычислительную работу.
Александр Поляков — врач-психотерапевт высшей категории, сомнолог, руководитель лаборатории сна (г. Санкт-Петербург) — говорит, что осознанные сновидения — это очень тонкий подход, который находится на грани между нормой и патологией, они представляют опасность и допустимы только в некоторых случаях терапевтической практики под контролем специалистов. Широкое распространение практик осознанных сновидений опасно, поскольку они способны спровоцировать психические расстройства у людей с неустойчивой психикой.

## Научный и эзотерический подходы к осознанным сновидениям
В самом общем виде можно выделить два основных подхода к осознанным сновидениям: научный и эзотерический.
Помимо научных исследователей, к осознанным сновидениям проявляют огромный интерес представители различных эзотерических школ, мистики, оккультисты, духовные практики (например, Карл Дюпрель). Среди эзотериков данное явление может встречаться под термином «спонтанная астральная проекция». Говорить о каком-то едином эзотерическом подходе к осознанным сновидениям было бы ошибочно, так как это множество школ и течений, различающихся друг от друга по своим представлениям. Обобщив, можно прийти к выводу, что в осознанных сновидениях эзотерики находят способы духовного развития и пути в иные измерения, параллельные миры, населённые существами различных уровней разума, с которыми можно вступать в контакт, получать информацию и т. д. Пример эзотерического подхода встречается в книгах Мерлина Маркелла («Обскура, или записки блуждавшего во тьме»), Роберта Монро («Путешествия вне тела») и других писателей аналогичного толка.

## Взаимосвязь с феноменом внетелесных переживаний
Исследователи осознанных сновидений и внетелесных состояний активно обсуждали вопрос о различиях и сходствах между этими феноменами. О различиях осознанных сновидений и выходов из тела в основном говорят практики оккультно-эзотерического толка, в то время как научно-ориентированные исследователи часто отстаивают единство осознанного сновидения и иллюзии выхода из тела (внетелесных переживаний).
В наиболее широком контексте рассмотрение осознанных сновидений и внетелесных переживаний как одного и того же феномена не совсем верно, что можно понять, исходя из определений этих явлений. Если осознанный сон — это сновидение, в котором человек понимает, что спит и может осознанно действовать, исходя из этого понимания, а выход из тела — это переживание, во время которого человек, сохраняя ясное сознание, ощущает себя находящимся за пределами физического тела, то любой осознанный сон можно рассматривать как выход из тела, но нельзя сказать, что любой выход из тела — это осознанный сон. В пользу этого свидетельствует то, что внетелесные переживания случаются в очень разных ситуациях: во время обычного сна, при родах, гипнотическом трансе, околосмертном опыте, сенсорной депривации, обезвоживании и сильном стрессе, приёме психоактивных веществ, при электрической стимуляции определённых областей головного мозга, неврологических и психиатрических заболеваниях и т. д.
Внетелесные переживания могут быть вызваны самыми различными причинами. Но все состояния, на фоне которых происходят внетелесные переживания, по мнению учёных, имеют важные общие особенности. Все они связаны с прекращением или ослаблением поступающей в мозг информации по проприоцептивному, визуальному и тактильному сенсорным каналам восприятия, которая имеет первостепенно важное значение для конструирования представлений человека о своём местоположении в пространстве. Это происходит при сохранении субъектом ясного сознания. Другими словами, любое состояние, связанное с ослаблением поступающей в мозг информации о положении тела в пространстве и высоким уровнем активации коры больших полушарий мозга, может вызвать ощущение нахождения субъекта за пределами физического тела.
Состояние сна в полной мере соответствует условиям, необходимым для возможности переживания выхода из тела. Идеально для этого подходит быстрая фаза сна (БДГ-сон), когда человек становится участником ярких сновидений. Множество накопленных к настоящему времени данных лабораторных исследований и наблюдений указывают на то, что большинство иллюзий выхода из тела, как и большинство осознанных сновидений, происходят как раз в быструю фазу сна. В медленную фазу сна эти явления возникают довольно редко. Исключением из работ, подтверждающих этот тезис, является исследование Дж. Дэйна, в котором в качестве инструмента пробуждения осознанности во сне использовалось постгипнотическое внушение. Поэтому осознанные сны и внетелесные переживания могут происходить в медленную фазу сна, но их доля от общего числа осознанных снов и внетелесных переживаний ничтожна. Огромный интерес для дальнейших исследований представляет изучение на различных уровнях сходств и различий между осознанными снами и иллюзией выхода из тела в быструю и медленную фазы сна.
Исходя из этого, между большинством осознанных снов и внетелесных переживаний, которые происходят в быструю фазу сна, можно уверенно поставить знак равенства. Отсутствует какой-либо надёжный критерий, опираясь на который можно было бы провести чёткую грань между осознанным сном и иллюзией выхода из тела в быструю фазу сна. Это одно и то же состояние. Поэтому научно-ориентированные исследователи указывают на два основных типа осознанных снов. Первый тип осознанных сновидений возникает, когда человек по ходу сюжета сна осознаёт, что видит сон. Это классический вариант осознанного сна. Второй тип осознанных сновидений — это сновидения, инициируемые из состояния бодрствования. В этом случае человек, сохраняя сознание, из состояния бодрствования переходит в сновидение. Субъективно это переживается как отделение от физического тела и часто сопровождается такими необычными переживаниями, как сонный паралич, вибрации, шумы и т. д. Каких-либо иных различий ни на феноменологическом, ни на физиологическом уровне между ними нет. Поэтому, сталкиваясь с типичным внетелесным опытом, связанным с БДГ-сном, наиболее логично руководствоваться гипотезой о том, что это осознанный сон.